# باول أندرسون (سياسي)
باول أندرسون (بالإنجليزية: Paul Anderson)‏ هو سياسي أمريكي، ولد في 1970 في لاس فيغاس في الولايات المتحدة. حزبياً، نشط في الحزب الجمهوري. وقد انتخب عضو المجلس النيابي لولاية نيفادا.

## وصلات خارجية
- الموقع الرسمي